# 1824 في فرنسا
فيما يلي قوائم الأحداث التي وقعت خلال عام 1824 في فرنسا.

## سياسة

### انتهاء فترة المنصب
- 14 أغسطس – الفيكونت دوشاتوبريان وزارة الخارجية.

## كتب
من الكتب التي صدرت هذه السنة في فرنسا:
- 1 يناير – تأملات في القدرة الدافعة للنار من تأليف سعدي كارنو.

## مواليد

### يناير
- 1 يناير – غستاف دوكا[1]

### فبراير
- 22 فبراير – بيير جانسين عالم فلك فرنسي.[2]

### مارس
- 11 مارس – فرديناند كاريه مهندس فرنسي.

### أبريل
- 3 أبريل – فرنسوا دوفور[3]

### مايو
- 10 مايو – جان ليون جيروم

### يونيو
- 28 يونيو – بول بروكا[4]

### يوليو
- 27 يوليو – ألكسندر دوما
- 31 يوليو – أنتوني، دوق مونتبينسير[5]

### ديسمبر
- 14 ديسمبر – بيير سيسيل بوفيس دي شافان رسام فرنسي.[6]

## وفيات

### يناير
- 26 يناير – تيودور جيريكو (مواليد 1791) رسام فرنسي.[7]
- 28 يناير – لوي ماتيو لانجلس (مواليد 1763)[8]

### فبراير
- 21 فبراير – يوجين دو بوارنيه (مواليد 1781)[9]

### مارس
- 8 مارس – جان جاك ريجيس دي كامباسيرس (مواليد 1753)[10]

### يوليو
- 20 يوليو – مان دي بيران (مواليد 1766) فيلسوف فرنسي.[11]

### سبتمبر
- 16 سبتمبر – لويس الثامن عشر (مواليد 1755)[12]